# بوبي شوارتز
بوبي شوارتز (بالإنجليزية: Bobby Schwartz)‏ هو متسابق دراجات نارية أمريكي، ولد في 10 أغسطس 1956 في لوس أنجلوس في الولايات المتحدة.